# Inniskeen
Inniskeen (iriska: Inis Caoin) är en ort i republiken Irland.   Den ligger i grevskapet County Monaghan och provinsen Ulster, i den nordöstra delen av landet, 80 km norr om huvudstaden Dublin. Inniskeen ligger 62 meter över havet och antalet invånare är 265.
Terrängen runt Inniskeen är platt. Runt Inniskeen är det ganska glesbefolkat, med 48 invånare per kvadratkilometer. Närmaste större samhälle är Dundalk, 10,9 km öster om Inniskeen. Trakten runt Inniskeen består i huvudsak av gräsmarker.